# أندرسون أسايدو
أندرسون أسايدو (بالإنجليزية: Anderson Asiedu)‏ هو لاعب كرة قدم غاني في مركز الوسط، ولد في 12 يونيو 1996 في Dormaa Ahenkro ‏ في غانا. لعب مع بيرمينغهام لجيون.

## وصلات خارجية
- أندرسون أسايدو على موقع الدوري الأمريكي (الإنجليزية)
- أندرسون أسايدو على موقع قاعدة بيانات كرة القدم.إي يو (الإنجليزية)
- أندرسون أسايدو على موقع Soccerway.com (الإنجليزية)